# Lars Björkenheim
Edvard Lars Reguel Björkenheim, född 26 juli 1901 i Storkyro, död 24 maj 1965 i Storkyro, var en finländsk godsägare och politiker (Agrarförbundet).
Björkenheim var Finlands försvarsminister först i regeringen Kuuskoski, en opolitisk tjänstemannaministär, från april till augusti 1958 och sedan i regeringen Miettunen I från juli 1961 till april 1962.
Björkenheim var lantbruksråd. Han är begravd på Orisbergs gårds begravningsplats i Storkyro.